# Eudistoma globosum
Eudistoma globosum är en sjöpungsart som beskrevs av Kott 1957. Eudistoma globosum ingår i släktet Eudistoma och familjen Polycitoridae. Inga underarter finns listade i Catalogue of Life.